# Ryszard Pusz
Ryszard Bogdan Pusz (ur. 29 kwietnia 1952 w Gdańsku) – polski inżynier i przedsiębiorca, działacz opozycji w okresie PRL. Młodszy brat Krzysztofa Pusza.

## Życiorys
W 1977 ukończył studia na Wydziale Mechaniczno-Technologicznym Politechniki Gdańskiej. Pracował krótko w przedsiębiorstwach przemysłowych, w latach 1979–1982 zajmował się handlem na terenie Miejskiej Hali Targowej w Gdyni (jako ajent Wojewódzkiego Przedsiębiorstwa Handlu Wewnętrznego).
Od 1976 zaangażowany w działalność opozycyjną, będąc współpracownikiem Bogdana Borusewicza. Brał udział w organizacji pomocy dla represjonowanych robotników organizował wśród sklepikarzy w Hali Targowej w Gdyni pomoc materialną dla represjonowanych po wydarzeniach czerwcowych robotników, współpracował z niezależnym wydawnictwem Alternatywy. Przed strajkiem w sierpniu 1980 uczestniczył w dystrybucji ulotek w obronie Anny Walentynowicz. Brał udział w strajku w Stoczni Gdańskiej im. Lenina, został członkiem „Solidarności” i przewodniczącym komisji zakładowej w Wojewódzkim Przedsiębiorstwie Handlu Wewnętrznego. Po wprowadzeniu stanu wojennego drukował pisma niezależne (w tym Niezależny Serwis Informacyjny „Solidarność”) i organizował strajk w swoim przedsiębiorstwie. Kilka tygodni przebywał w ukryciu, w styczniu 1982 został tymczasowo aresztowany, następnie skazany na karę 1 roku i 3 miesięcy pozbawienia wolności (zwolnienie uzyskał w grudniu 1982). Kontynuował działalność opozycyjną, m.in. z Krzysztofem Puszem organizował zebrania podziemnej Tymczasowej Komisji Koordynacyjnej, naprawiał też maszyny drukarskie, współpracował z drugim obiegiem (w tym z redakcją „Tygodnika Mazowsze”). Na zlecenie TKK w 1987 skonstruował maszynę offsetową z części zamawianych w różnych miejscach kraju.
W 1988 zajął się prowadzeniem własnej działalności gospodarczej w różnych branżach. Nie angażował się w działalność polityczną.

## Odznaczenia i wyróżnienia
W 2007, za wybitne zasługi w działalności na rzecz przemian demokratycznych w Polsce, został przez prezydenta Lecha Kaczyńskiego odznaczony Krzyżem Komandorskim Orderu Odrodzenia Polski.
W 2016 prezydent Andrzej Duda nadał mu Krzyż Wolności i Solidarności; Ryszard Pusz odmówił jednak jego przyjęcia.